# Nagy gyöngyházlepke
A nagy gyöngyházlepke (Argynnis paphia), a rovarok (Insecta) osztályába, a lepkék (Lepidoptera) rendjébe, és a tarkalepkefélék (Nymphalidae) családjába tartozó európai faj.

## Származása, elterjedése
Magyarországon országszerte megtalálható.

## Jellemzői
A feltűnően nagy lepke (ez a legnagyobb, Magyarországon is előforduló gyöngyházlepke) hímjének szárnyát élénk sárgásvörös alapon sötét foltok és vonalkák tarkázzák. Jellemző a fekete rajzolatú erek kiterjedtsége. A nőstények fakóbbak, sárgásak vagy zöldesszürkék. A keleti gyöngyházlepkétől (Argyronome laodice) megkülönbözteti, hogy szárnycsúcsa kihegyesedik; rajta nincs fehér folt.
A barnásfekete hernyók sárga tüskéket, csíkokat és foltokat, valamint két hosszú fejtüskét viselnek.

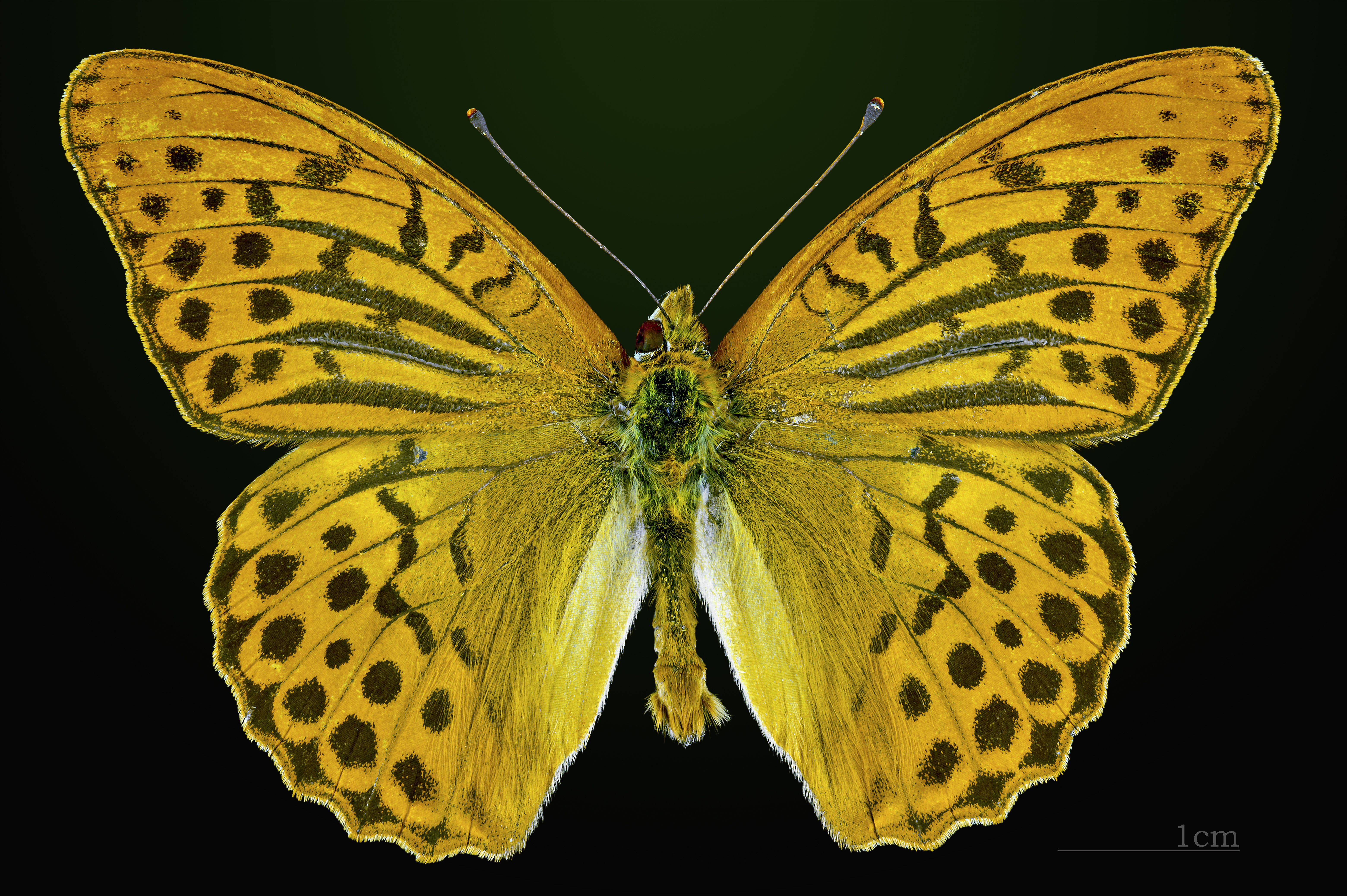
Dorzális nézet ♂
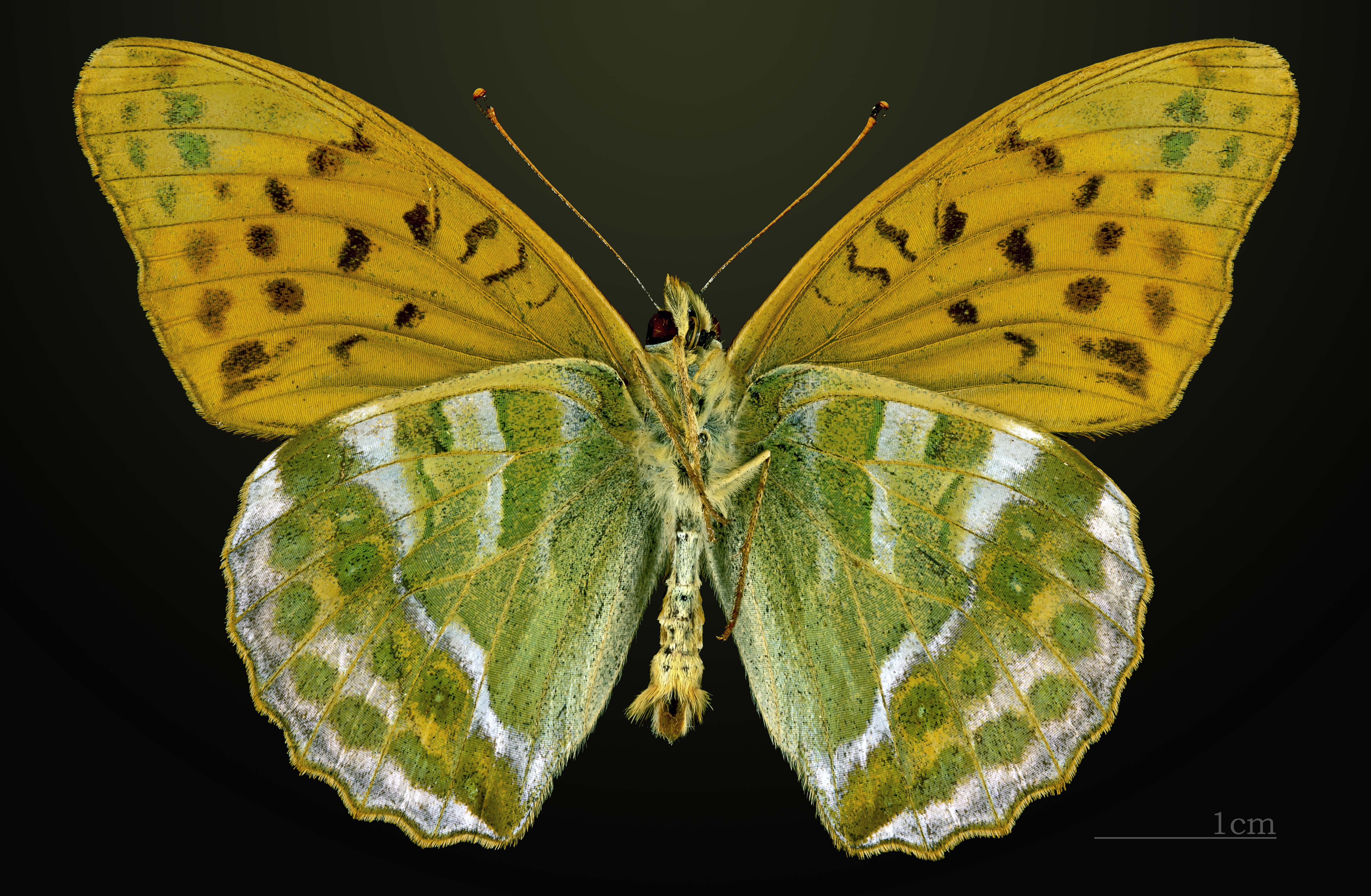
△ Ventrális nézet ♂
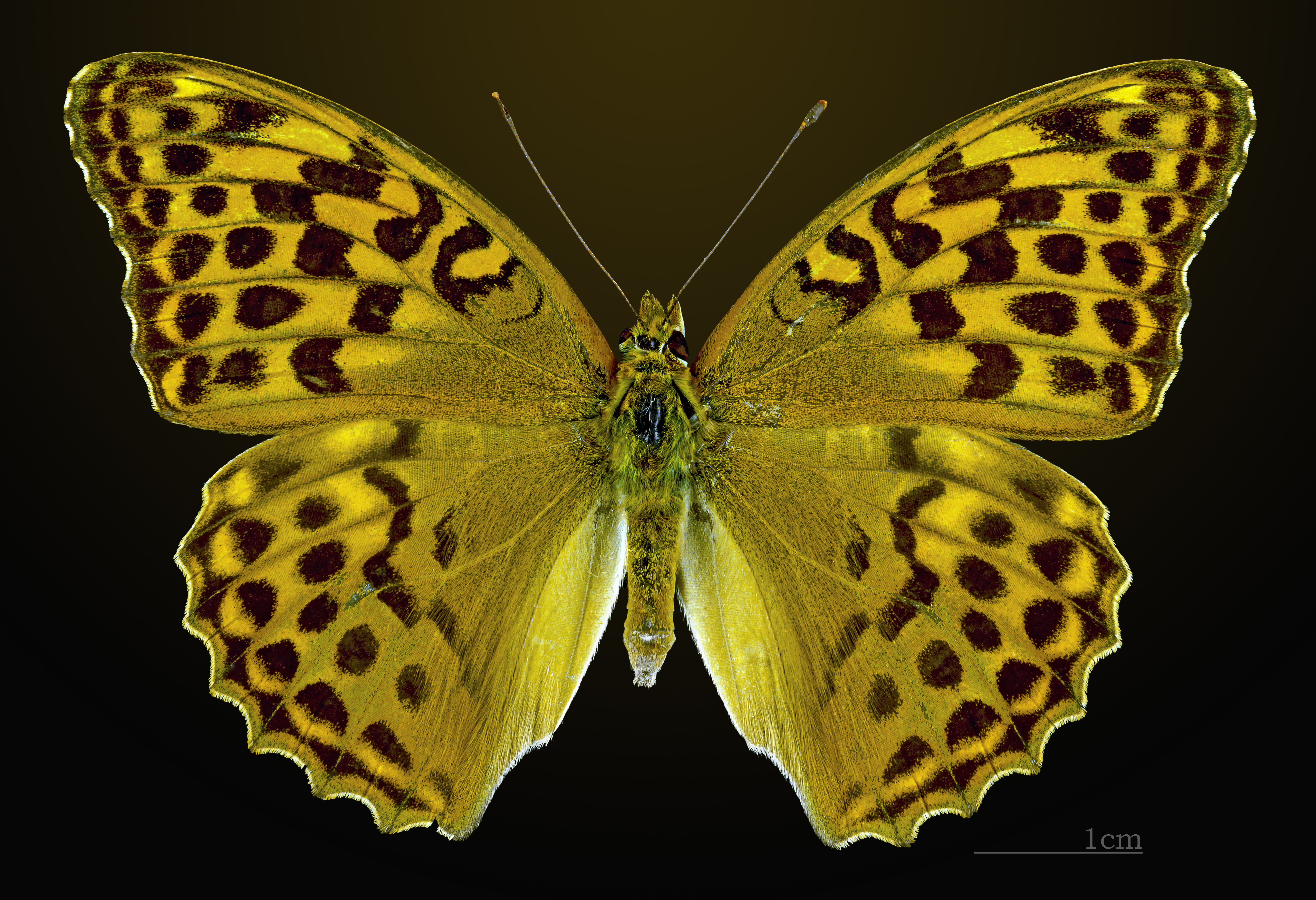
Dorzális nézet ♀
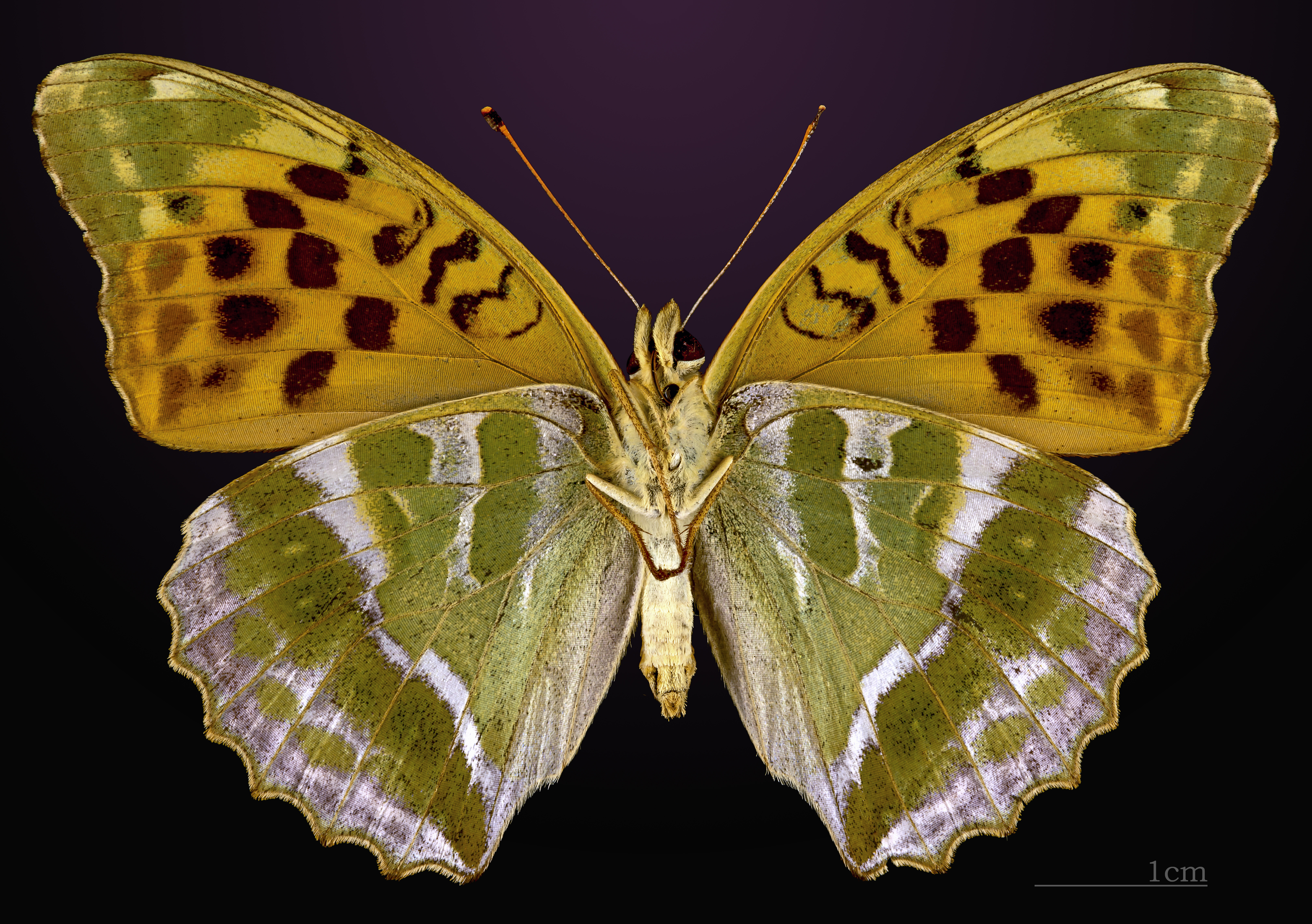
△ Ventrális nézet ♀

## Életmódja
Július és augusztus között csak egy nemzedéke van. Főképpen erdei réteken, nagyobb tisztásokon figyelhetjük meg, de felkeresi a réteket és a szántóföldek mezsgyéit is. Gyakori, egyes években jelentősen felszaporodik. Főként aszat- és bogáncsfélék nektárját fogyasztja; kertekben gyakran a nyári orgonán látjuk.
A nőstény fatörzsekre vagy ibolyák közelében a talajra rakja a petéit, és azok telelnek át. A hernyók tavasszal kelnek ki, és többnyire májusban bábozódnak; tápnövényeik az ibolyafélék.

## Alfajok, változatok
- Argynnis paphia f. valesina – szárnya sötétebben és zöldesebben csillog, mint az alapfajé[2]

## Hasonló fajok
- A keleti gyöngyházlepke (Argyronome laodice) szárnyának vége lekerekített; rajta kis fehér folt díszlik.
- A zöldes gyöngyházlepke (Argynnis pandora, Pandoriana pandora) szárnyának alapszíne zöldes árnyalatú.